# John Reece
John Reece, född 1957, är en brittisk företagsledare som är minoritetsägare (20%) och finansdirektör för den globala kemijätten Ineos. Innan dess var han delägare för revisionsbyrån Pricewaterhousecoopers och hade ansvar för den kemiska industrin.
Den amerikanska ekonomitidskriften Forbes rankade Reece till att vara världens 562:a rikaste med en förmögenhet på 5,4 miljarder amerikanska dollar för den 11 juni 2024.
Han avlade en kandidatexamen i nationalekonomi vid universitetet i Cambridge.
År 2018 köpte han superyachten Kibo, som tidigare hade ägts av den ryske oligarken Aleksandr Mamut. Yachten fick då ett nytt namn i Grace.